# Lam Teungoh (Ingin Jaya)
Lam Teungoh is een bestuurslaag in het regentschap Aceh Besar van de provincie Atjeh, Indonesië. Lam Teungoh telt 484 inwoners (volkstelling 2010).